# Jim Krebs
James Krebs, detto Jim (Webster Groves, 8 settembre 1935 – Woodland Hills, 6 maggio 1965), è stato un cestista statunitense, professionista nella NBA.

## Collegio
Dal 1954 al 1957 studiò alla Southern Methodist University giocando per la sua squadra di pallacanestro e aiutandola a conquistare tre titoli consecutivi della Southwest Conference di NCAA. Nel 1956 conseguì, con la sua squadra, la semifinale di NCAA Division I Nazionale, dove li eliminarono i San Francisco Dons con Bill Russell nelle sue file. L'anno seguente parteciparono al torneo nazionale di nuovo, ma non si qualificarono  per la Final Four.

## NBA
Dopo tre anni di SMU Mustangs, fu selezionato nel Draft NBA 1957 (primo giro, terza scelta) dai Minneapolis Lakers. I sette stagioni seguenti rappresentò questa franchigia che traslocò nel 1960 a Los Angeles (diventando Los Angeles Lakers), per lo più come giocatore di riserva, sotto Vern Mikkelsen, Larry Foust o Rudy LaRusso. La squadra, con Krebs nelle sue file, disputò tre NBA Finals (nel 1959, 1962 e 1963, ma ogni caso era sconfitta dai Boston Celtics dello stesso Bill Russell. Per la sua carriera nella NBA, segnò in media 8,0 punti a partita, fece 6,2 rimbalzi e 0,8 assist.
Krebs di tanto in tanto ha lottato con problemi di falli. Nella stagione 1961-62, oltre a segnare 10,0 punti e 7,9 rimbalzi a partita (i suoi record nei risultati ottenuti per una stagione), fu 9º nella serie nei falli personali. In totale per la carriera, fece in media 3,0 falli a partita.

## Palmarès
- NCAA AP All-America Second Team (1957)

## Dopo il ritiro
Dopo essersi ritirato nel 1964, visse con sua famiglia a Woodland Hills, sobborgo di Los Angeles. Il 6 maggio 1965 morì improvvisamente durante il tentativo di rimuovere un albero che era caduto sul tetto del suo vicino durante una tempesta. Un ramo dell'albero lo colpì in testa mentre cadeva dal tetto in modo incontrollato.
Krebs è stato introdotto nella Texas Sports Hall of Fame nel 1976, postumo.